# Volker Staub
Volker Staub (* 1961 in Frankfurt am Main) ist ein deutscher Komponist, Musiker und Klangkünstler.

## Leben
Volker Staub studierte Klavier bei Friederike Richter (1981–1985) und Komposition bei Johannes Fritsch (1981–1990) in Darmstadt und Köln. Während seiner Studienjahre setzte er sich intensiv mit dem Werk der Komponisten John Cage und Morton Feldman, darüber hinaus mit den Arbeiten von Joseph Beuys auseinander.
Staub erhielt zahlreiche Stipendien und Auszeichnungen, u. a. ein Stipendium der Studienstiftung des deutschen Volkes, das Bernd-Alois-Zimmermann-Stipendium der Stadt Köln, ein Graduiertenstipendium des Landes NRW, Stipendien auf dem Künstlerhof Schreyahn, in der Villa Massimo Rom und Villa Aurora Los Angeles. Er gewann Preise beim Forum Junger Komponisten des WDR, dem Kompositionswettbewerb der Sommerlichen Musiktage Hitzacker, den Hessischen Kompositionspreis und den Logos Award der Logos Foundation Gent.
Staubs Werke wurden bei Konzerten und Rundfunkauftritten in zahlreichen europäischen Ländern, in Israel, den USA, Australien, Japan und Ecuador aufgeführt. Seine Arbeit ist auf bislang fünf Porträt-CDs dokumentiert und wurde Gegenstand zweier Fernsehdokumentationen beim WDR und SWR.
Staub unterrichtet seit 1987 an verschiedenen Institutionen im In- und Ausland Menschen jeden Alters und musikalischen Bildungsstands in Komposition und Experimenteller Musik. Er war Gründungs- und Vorstandsmitglied der Frankfurter Gesellschaft für Neue Musik (FGNM) und ist Vorstandsmitglied des Instituts für Neue Musik und Musikerziehung in Darmstadt (INMM).

## Tonsprache
Staubs künstlerische Arbeit verbindet die Erforschung von Klang und klanglichen wie rhythmischen Strukturen mit der Kreation neuer Musik. Von Anfang an wurde sein Komponieren durch den Bau von Musikinstrumenten begleitet. Einige haben die primäre Eigenschaft, Klänge zu senden, andere fungieren als Empfänger von Schwingung und Klang. Es entstanden Schlaginstrumente aus Holz, Fell, Metall, Stein und Glas sowie Saiteninstrumente und elektroakustische Instrumente mit diskreten oder kontinuierlichen Klangeigenschaften. Einige dieser Instrumente wie beispielsweise eine ca. 7 Meter lange, im Raum verspannte Stahlsaite, ein Arsenal verschiedener Motor- und Lochsirenen und ein Basszimbalon wurden zu Staubs persönlichen Ausdrucksmitteln, die er selbst in Konzerten spielt.
Mit der Klanginstallation Witterungsinstrumente (1999–2003) entwickelte Staub ein komplexes Klangforschungs-Laboratorium, um Energieereignisse der Umwelt als klanglich-rhythmische Phänomene abzubilden. Die Analyse und spätere Transformation dieses Klangmaterials prägt zunehmend Staubs musikalische Sprache: Seine organisch gestalthafte Rhythmik, seine Harmonik, die oftmals in der Aufspaltung komplexer Einzelspektren wurzelt, seine Melodik, die sich mitunter aus unendlich feinen Nuancierungen einer einzelnen Tonhöhe entwickelt und seine musikalischen Formen, die häufig aus der Überlagerung verschiedener musikalischer Schichten oder ganzer Musikstücke entstehen. Sein besonderes Interesse gilt kontinuierlichen klanglichen Prozessen, für die er ebenfalls spezielle Instrumente, z. B. mit Transformatoren gesteuerte Motorsirenen oder einzelne, bis zu 70 Meter lange Saiten, entwickelte.
Staub schrieb zahlreiche Stücke für experimentelle und traditionelle Instrumente vom Solo- bis zum Orchesterwerk. Er realisierte drei Musik-Tanz-Theater und mehrere Klanginstallationen.
Neben Staubs Klangforschungen und -beobachtungen fließen traditionelle Kompositionsverfahren sowie serielle und aleatorische Techniken in seine Werke ein. Der Bogen seiner Arbeit spannt sich von Experimenten an den Grundlagen der Klangerzeugung und dem Instrumentenbau, über die Findung von harmonischen und rhythmischen Bezugssystemen und die Entwicklung adäquater Notationsformen bis hin zur Komposition, Einstudierung und Aufführung der eigenen Werke.

## Werke

### Orchester, Musiktheater (instrumental/vokal)
- dann still, Musik-Tanz-Theater, Gemeinschaftskomposition mit Daniel Smutny, für Stahlsaite, Zimbalon, Rahmentrommel, Motorsirenen, Zuspielungen und Live-Elektronik (2009–10)
- Nr. 21, Musik zu Världens Tak, Musik-Tanz-Theater für Sop., Bass., Instrumentalensemble, Blechbläserquintett, Chor, Autohupen, Stahlsaiteninstallation (1991–93)
- Nr. 17, Musik zum Projekt Rheinrot, Musik-Tanz-Theater für Sop., Männerstimmen-Vokalquartett, Männerchor, Instrumentalensemble, Metallobjekte u. Motorsirenen (1989–90)
- Nr. 15 für Orchester (1989)

### Großes Ensemble (instrumental/vokal)
- Strömung für Ensemble (2007)
- Eudialyt für Streichtrio, Stahlsaiten, Motorsirenen und Witterungsinstrumente (2005–2006)
- Suarogate für Vokalquartett, Sprecherin, Instrumentalensemble, Stahlsaiten u. Motorsirenen (1987–95)

### Kammermusik (instrumental/vokal)
- für Cordatum für Sop., Alt, Bass, Citolla (od. Git.), Psalterium (od. Zimbalon), Viola da Gamba (od. Vcl), Rahmentrommel (2010)
- für Klavier Nr. 43 (2003–09)
- for two to play on one drum für große Rahmentrommel und zwei Spieler (2007–08)
- 2. Streichquartett (2007–08)
- Nordost für Pos. u. Trommeln (2006–07)
- Zwillinge für Klar. und Sop.-Sax. (2006)
- Erstes Streichtrio (2005–06)
- Perseiden für Holzbläserquintett (2004)
- Vier Stücke für Akkordeon Nr. 42 (2002)
- Konzert Tel-Aviv für Pos., Stahlsaiten, Schlaginstr., Motorsirenen (2000)
- Drei Soli Nr. 37 für Fl., Pos. u. Schlaginstr. (Schafgarbenruten) (1999)
- Vianden für Fl., Pos., Stahlsaiten u. Schlaginstr. (1994–99)
- Suarogate, Version für Flöten, Stahlsaiten und Schlaginstrumente (1987–97)
- Quartett Nr. 25 für Vokalquartett (1994)
- Nr. 19 für Pos., Orgel, Schlaginstr. u. Motorsirenen (1991)

### Neue Schlaginstrumente
- Quartett für Metalltrommeln Nr. 41 (2000–01)
- Waldstücke Nr. 24 für 3 Baumstämme, Regenstab, Stimme, Vogelstimmen (1987–94)
- Nr. 1 bis Nr. 5 für Glasglocken, Holz- u. Felltr. (1984)

### Experimentelle Instrumente
- Erinnerung für 2 Schlagzeuger (24 Klangsteine) Witterungsinstrumente und 8 Resonanzröhren, Johannes Fritsch gewidmet, (2010)
- Konzert für Stahlsaiten, Schlagzeug und Witterungsinstrumente (1991–2000)
- Solo für Motorsirenen Nr. 33 (1994–97)
- Weiche Gesänge Nr. 26 für 2 Stahlsaiten (1994–97)

### Textkomposition
- Taifun für Sprecher u. Instrumente, Gedichte von Dieter M. Gräf (2004)

### Klanginstallationen
- Polychord II (2008)
- Witterungsinstrumente (1998–2002)
- Motorsirenen (1990)

## Texte
- Mechanische Musikinstrumente in Wien Modern 2007: Ein Festival mit Musik der Gegenwart, hrsg. von Berno Odo Polzer und Thomas Schäfer, Saarbrücken 2007, S. 35–40
- Morton Feldmans Untitled Composition, Köln 1992
- WINDWITNESSING. Klangkunst und Klang-Natur-Forschung von Leif Brush in Vernetzungen. Neue Musik im Spannungsfeld von Wissenschaft und Technik, hrsg. von Jörn Peter Hiekel, Mainz 2009, S. 202–228
- Zufall, verborgene Ordnung oder höheres Gesetz. Komponieren im Spannungsfeld von Struktur und Kontinuität in Sinnbildungen. Spiritualität in der Musik heute, hrsg. von Jörn Peter Hiekel, Mainz 2008, S. 139–167